# 渠岸乡
渠岸乡是中国陕西省咸阳市三原县下辖的一个乡。

## 行政区划
渠岸乡下辖以下行政区：
兴隆社区、惠家村、大吉村、吴村、盖村、大村、王村、温家村、黄毛村、秋阳村、名林村、兴隆村、渠岸村